# Xylaria atrodivaricata
Xylaria atrodivaricata är en svampart som beskrevs av Y.M. Ju & H.M. Hsieh 2008. Xylaria atrodivaricata ingår i släktet Xylaria och familjen kolkärnsvampar.   Inga underarter finns listade i Catalogue of Life.